# Dingxing
Dingxing léase Ding-Síng (en chino simplificado, 定兴县; pinyin, Dìngxīng xiàn) es un condado bajo la administración directa de la ciudad-prefectura de Baoding. Se ubica en la provincia de Hebei, este de la República Popular China. Su área es de 714 km² y su población total para 2010 fue más de 500 mil habitantes.

## Administración
El condado de Dingxing se divide en 16 pueblos que se administran en 5 poblados y 11 villas.